# Carolyn Dando
Carolyn Dando (n. en Auckland, 1989) es una ex actriz neozelandesa.

## Biografía
Dando nació en Auckland, Nueva Zelanda. Como una niña pequeña que tenía una pasión por la música, no actuar. A la edad de 10 años fue elegida para cantar con Suzanne Prentice en el concierto "Kids for Kids". Al año siguiente dio una actuación en solitario frente a varios cientos de niños en edad escolar y sus padres en el festival anual de coro de la escuela regional, con invitados, entre ellos el alcalde. Ella se sintió alentada por sus profesores para desarrollar su talento, y comenzó a estudiar Canto clásico (así como también tocar el piano) con la cantante profesional Gina Sanders.
Su primer papel profesional en el cine fue en el telefilme Fatal Contacto: gripe aviar en América. Sin embargo, su gran oportunidad llegó cuando obtuvo un papel en la película The Lovely Bones, adaptación cinematográfica de la novela escrita por Alice Sebold.

## Filmografía
| Año  | Título                                 | Rol                           | Notas                                                            |
| ---- | -------------------------------------- | ----------------------------- | ---------------------------------------------------------------- |
| 2006 | Fatal Contacto: gripe aviar en América | Lauren Connelly               | Telefilme                                                        |
| 2009 | The Lovely Bones                       | Ruth Connors                  |                                                                  |
| 2009 | Legend of the Seeker                   | Veta                          | Episodio: "Furia"                                                |
| 2010 | Shortland Street                       | Paula Sinclair (Penny Rourke) | Rol recurrente                                                   |
| 2011 | Nothing Trivial                        | Georgia                       | Episodio: ""What Is the Expression...?" Episodio: "Who Said...?" |
| 2012 | Girl vs Boy                            | Hailey                        | Rol recurrente                                                   |
| 2013 | The Blue Rose                          | Hayley                        | Episodio: "Paint a Vulgar Picture"                               |
| 2014 | White Lies                             | Katie                         | Cortometraje                                                     |
| 2015 | Monster of Mangatiti                   | Christine                     | Telefilme                                                        |
| 2015 | Power Rangers Dino Charge              | Asistente                     | Episodio: ""Rise of a Ranger"                                    |